# 재산형
재산형(財産刑, amercement)은 잉글랜드법에서 흔히 사용되었던 중세 시대의 금전적 제재로, 법원이나 동료들에 의해 부과되었다.
종종 벌금과 동의어로 사용되지만, 벌금이 법률로 정해진 고정된 금액이고 종종 자발적인 반면, 재산형은 임의적이라는 점에서 다르다. 재산형은 경미한 범죄(예: 국왕의 숲 무단 침입)에 대한 처벌로, 감옥 대신 흔히 사용되었다.

## 어원
재산형의 영단어(명사) "amercement"는 동사 to amerce에서 파생되었다: 왕은 법을 어긴 신하에게 재산형을 부과했다. 이 용어는 앵글로노르만어 기원(법률 프랑스어, 프랑스어에서 라틴어), 문자 그대로 "자비에 맡겨진다"는 뜻이다: a-merce-ment (영어 단어 자비는 동계어이다).

## 역사

### 초기 노르만 통치
재산형 제도는 1066년 노르만인의 잉글랜드 정복 때부터 존재했지만, 헨리 1세가 1100년에 왕위에 올랐을 때 여전히 혁신으로 간주되었다. 특정 지역에 대한 법적 관할권을 가진 주체의 수가 증가함에 따라, 법의 보호 아래로 되돌아가고 싶어하는 범법자에게 요구되는 금액은 점점 더 부담스러워졌다. 그는 피해자 가족, 피해자 영주, 범죄가 저질러진 지역의 영주, 어쩌면 성역이 침해된 교회의 주장, 다른 영주들의 어떤 종류의 이해관계라도 입증할 수 있는 주장, 그리고 마지막으로 국왕으로서의 최고 영주의 주장을 만족시켜야 했다. 일단 평화가 깨지면 다시 평화를 되찾는 것은 사실상 불가능해졌다. 그러나 국왕이 개입하여 특정 조건 하에 보호를 제안했다: 범인은 자신과 모든 소유물을 국왕에게 넘겨 “in misericordiam regis”에 자신을 맡기고, 항복의 증거이자 담보로 유형의 담보(vadium)를 제공했다. 엄밀히 말하면, 그 남자의 생명과 사지 그리고 모든 소유물은 국왕의 자비에 맡겨졌다. 그러나 국왕은 지나친 탐욕이 자멸적일 수 있음을 알게 되었고, 일반적으로 적당한 몰수로 만족했다. 절차 규칙이 공식화되었다: 징수되는 금액은 부분적으로 범법자의 재산에 따라, 부분적으로 범죄의 심각성에 따라 규정되었다. 더 나아가, 금액은 사실상 범인의 이웃들로 구성된 배심원에 의해 평가되어야 한다는 것이 인정된 규칙이 되었고, 최대 금액을 정하려는 시도도 이루어졌다.
그리하여 일종의 관세가 생겨났고, 국왕은 더 많은 것을 요구할 권리를 포기하지 않으면서도 실제로는 이를 존중했다. 이러한 지불은 "재산형"으로 알려졌다. 사소한 범죄의 경우, 사람들은 끊임없이 "자비"에 맡겨졌다: 백분할 또는 카운티 회의에 불참한 경우; 허위 또는 오판된 판결; 숲 권리 침해. 헨리 1세 헌장(8장)은 실제로 극단적이지만 반동적이고 불가능한 성격의 구제책을 약속했다. 재산형 제도(당시 최근 도입된)를 완전히 폐지하고 이전 앵글로-색슨 시대의 bot과 wit 시스템으로 돌아가겠다는 그의 약속은 지켜지지 않았다. 아무도 재산형을 받지 않고 일생(아마도 1년도)을 살아갈 수 없었다.

### 마그나 카르타
마그나 카르타의 세 장은 이 병폐에 대한 구제책을 다루고 있다. 20장은 일반 평민을, 21장은 남작을, 22장은 성직자를 보호하려 한다. 여기서는 자유인, 빌레인, 상인이라는 세 가지 하위 분류가 다루어진다.
재산형은 마그나 카르타, 특히 20조에 많이 언급되어 있다:
자유인은 경미한 범죄에 대해 그 범죄의 정도에 따라서만 재산형을 부과받아야 하며, 중범죄에 대해서는 그 중대성에 따라 재산형을 부과받아야 한다. 다만, 그의 생활 방식은 보존되어야 한다. 상인도 마찬가지로, 그의 재고품을 보존해야 한다. 빌레인도 마찬가지로, 그의 생계 수단을 보존해야 한다—만약 그들이 우리의 자비에 맡겨진다면: 그리고 위에서 언급된 어떤 재산형도 이웃의 선량한 사람들의 맹세 없이는 부과될 수 없다.

#### 자유인의 재산형
여기에 약속된 개혁의 큰 목표는 자의적인 요소를 제거하는 것이었다; 국왕은 자신의 관습적인 규칙을 따라야 했다. 이 목표를 위해 자유민을 위한 보호 장치가 고안되었다. (a) 경미한 위반에는 적은 금액만 징수될 수 있었다. 이것은 새로운 것이 아니었다: 존 왕의 통치 기록에 따르면, 1215년 이전과 이후 모두 매우 적은 금액이 자주 징수되었다: 3페니가 흔한 금액이었다. (b) 중대한 위반에는 더 많은 금액이 부과될 수 있었지만, 위반의 정도에 비례해야 했다. (c) 어떤 경우에도 범죄자를 완전히 궁지에 몰아넣을 수 없었다: 그의 생계 수단은 보존되어야 했다. 부과된 금액을 지불하기 위해 다른 모든 재산을 팔아야 하더라도, 그는 나중에 논의될 "contenement"를 유지해야 했다. (d) 다른 조항은 이러한 규칙을 시행하기 위한 절차를 제공했다. 금액은 국왕에 의해 자의적으로 정해지는 것이 아니라, 공정한 평가자들에 의해 "이웃의 정직한 사람들의 맹세에 의해" 정해져야 했다. 1216년 재발행에서는 "정직한 사람"이 "정직하고 법을 준수하는(legalium) 사람"으로 바뀌었지만, 이는 순전히 문구상의 변화였다.
재산형을 정하는 데에는 두 가지 단계가 있었던 것으로 보인다. (a) 일반인의 경우, 정상적인 상황에서 벌금은 보안관의 도움을 받아 순회 중인 국왕의 판사들에 의해 잠정적으로 평가되었다. 그들은 벌금액이 범죄의 심각성에 비례하는지 확인해야 할 의무가 있었다. (b) 그 후, 보안관 또는 그의 하수인들은 완전한 카운티 법정에서 12명의 이웃들의 도움을 받아 재산형을 부과하고, 범죄자의 지불 능력을 고려하여 이를 줄였다.
파이프 기록은 이러한 관행의 사례를 제공한다. 헨리 2세의 재위 14년째에 한 사제(이 점에서는 평민과 같은 처지였다)가 국왕의 판사 중 한 명인 윌리엄 피츠 존에 의해 100마르크의 자비에 맡겨졌으나, 그 금액은 나중에 per sacramentum vicinorum suorum에 의해 40마르크로 감액되었다. 사제가 빈곤을 호소하자 그의 지불 능력이 지역 인정자들에게 회부되어 그러한 결과가 나왔다는 것은 안전한 추론으로 보인다. 이 사제는 나중에 "그의 빈곤 때문에" 완전히 사면되었다.
마그나 카르타의 이 장은 자유민, 상인, 빌레인의 재산형을 다루면서 국왕의 판사들이 하는 역할에 대해서는 언급하지 않고, 오직 이웃 배심원단의 기능에 대해서만 언급한다. 이 모든 것은 21장의 조항들과 뚜렷한 대조를 이룬다. 21장은 불이행을 저지른 백작과 남작에게 주어질 대우를 규정한다.

#### 빌레인의 재산형
빌레인 계급의 초기 역사는 여전히 잉글랜드 장원(manor)의 발흥을 둘러싼 안개 속에 싸여 있다. 프레데릭 시봄이 튜턴족 이주가 시작되기 훨씬 전부터 영국 농장에서 로마 주인들을 위해 일했던 노예들의 지위에서 빌레인 신분(villeinage)의 기원을 찾으려 노력했음에도 불구하고, 더 오래된 이론은 여전히 유효하다. 즉, 노르만 시대의 비참한 빌레인들은 앵글로-색슨 혈통의 자유민 첼(ceorl)들의 후손이었다는 것이다. 이 이론에 따르면, 잉글랜드 대부분은 한때 작은 공동체로 묶인 앵글로-색슨 소작농 소유주들이 경작했는데, 각 공동체는 고립된 마을을 형성했다. 이 마을 사람들은 1066년 이전 수 세기 동안 원래의 자유 신분에서 서서히 하락하고 있었지만, 그들의 지위 하락 과정은 노르만 정복자들에 의해 급속하고 거칠게 완료되었다. 한때 자유로웠던 농민들은 11세기와 12세기의 종속적인 빌레인으로 전락했다.
어떤 이론이든 정확한지는 모르지만, 13세기 빌레인들의 경제적, 법적, 정치적 지위는 확실하게 밝혀졌다. 경제적으로 그들은 영주의 장원의 일부였으며, 자신의 소유라고 할 수 있는 땅을 경작하는 조건으로 영주의 밭을 경작해야 했다. 처음에는 모호하고 불분명했던 요구되는 서비스는 점차 구체화되고 제한되었다. 이는 세기마다, 지역마다, 심지어 장원마다 달랐지만, 빌레인의 삶은 기껏해야 동시대 작가가 묘사했듯이 부담스럽고 비참했다(graviter et miserabiliter). 의무를 이행하고 나면, 자신의 토지를 경작하고 수확할 시간은 거의 남지 않았다. 일반적인 빌레인은 자유민 소작인의 토지 소유권과는 뚜렷이 구별되는 빌레나기움(villenagium)이라는 소유권 하에 자신의 1/4 영지 또는 1/2 영지(30 또는 15에이커의 흩어진 땅)를 소유했다. 그는 주인의 허락 없이 떠날 수 없는 장원의 종속적인 거주자였다.
그가 자신의 것이라고 주장하는 에이커에 대한 소유권적 성격의 권리를 가지고 있었던 것은 사실이지만, 이는 잉글랜드의 일반법이 아니라 "장원의 관습" 또는 사실상 영주의 의지에 따라 결정되었다. 이러한 권리들은 영주의 집사가 광범위하고 정의되지 않은 권한을 가지고 주재하는 해당 장원의 관습법정 외에서는 주장될 수 없었다. 정치적으로 그의 지위는 특이했다: 자유인의 특권은 하나도 허용되지 않았지만, 일부 의무는 이행해야 했다. 그는 주와 백인 법정에 출석하고 배심원으로 활동하여, 그가 자신의 것이라고 부를 수 있는 얼마 안 되는 시간을 더욱 침해당했지만, 그의 초기 자유에 대한 막연한 전통을 더 밝은 날을 위해 보존했다.
이 장은 빌레인에게 어느 정도 보호를 제공한다. 그러나 두 가지 질문을 할 수 있다. 어떤 정도의 보호인가? 그리고 어떤 동기에서인가? 한 가지는 분명하다: 빌레인들은 존이 스스로 부과할 수 있는 그러한 재산형의 남용으로부터만 보호받았지, 그들의 장원 영주의 재산형으로부터는 보호받지 못했다. 왜냐하면 사용된 단어는 si inciderint in misericordiam nostram이기 때문이다. 왕의 자비에 처한 빌레인은 유사한 처지의 자유민이나 상인과 동일한 고려를 받게 되는데, 즉 그의 생계 수단은 보존된다. 현재 사용되는 단어는 "contenement"도 아니고 상품도 아니지만, 그 의미가 논의의 대상이 되어온 waynagium이다. 코크는 이를 "빌레인의 콘테인먼트; 또는 그의 수레나 마차의 가구"라고 정의했으며, 코크는 널리 따르고 있다. 그러나 이 단어는 수레나 마차와는 아무런 관련이 없는 것으로 보이며, 단순히 프랑스어 gagnage의 라틴어화된 형태이다. 고드프루아는 다섯 가지 의미를 제시한다: (a) 이득; (b) 경작; (c) 작물; (d) 경작지; (e) 곡물. 테이트 교수는 현재 맥락에서 이 단어를 "작물" 또는 "경작지"와 동등하게 읽고, "그의 경작물을 보존하며"라고 번역하는 경향이 있다. 이러한 제한의 동기는 무엇이었을까? 이는 일반적으로 관용, 즉 가난한 자를 절대적인 파산 상태로 몰아넣지 않으려는 인도주의적인 열망으로 여겨진다. 그러나 다른 동기를 상상할 수도 있다. 빌레인은 그의 영주의 재산이었고, 존은 다른 사람들의 기득권을 존중해야 했다. 왕이 자신의 재산, 즉 그의 영지 빌레인들에게 원하는 대로 할 수 있었다는 것은 주석가들이 보통 무시하는 구절, 즉 1217년 재발행의 16장에서 분명해 보인다. 그곳에는 네 가지 중요한 단어가 도입되었다—villanus alterius quam noster: 왕은 "자신의 것 외의" 빌레인들에게는 가혹한 재산형을 부과하지 않았는데, 이는 왕실 영지의 빌레인들을 그의 권한 하에 무조건적으로 남겨두었다는 것을 의미한다.

#### 상인의 재산형
상인은 자유인과 같은 위치에 있지만, 그의 "contenement"가 아닌 "상품"이 보호된다는 점이 다르다. 이 단어는 다소 다른 두 가지 의미를 가질 수 있다. 좁게 해석하면, 그의 생업 추구가 불가능하게 만드는 그의 상품, 즉 재고품을 의미할 수 있다. 더 넓게 보면, 그의 사업 자체, 상인으로서의 그의 위치를 의미할 수 있다. 그 차이는 실제적인 중요성이 거의 없다: 어느 쪽이든 헌장은 그에게 생계를 유지할 수 있는 수단을 보존한다.
일부 자치구는 실제로 마그나 카르타에 앞서 자체 헌장에서 부과 가능한 최대 재산형 금액을 정의하거나, 일부 경우 재산형 부과 기관을 정의함으로써 마그나 카르타를 예상했다. 예를 들어, 존의 1200년 6월 29일 던위치 헌장은 버러 사람들이 버러 내부에서 온 6명과 외부에서 온 6명에 의해서만 재산형을 부과받아야 한다고 규정한다. 수도는 특별한 특권을 가졌다: 헨리 1세는 런던 헌장에서 misericordia pecuniae에 처한 시민은 100실링(그의 벌금액)보다 높은 금액을 지불해서는 안 된다고 약속했다. 이것은 헨리 2세의 헌장에서 확인되었는데, 그는 "아무도 돈의 재산형에 대해 판결받지 않아야 하며, 나의 할아버지인 헨리 왕 시대에 가졌던 도시의 법에 따라야 한다"고 선언했다. 존의 1199년 6월 17일 런던 헌장도 이를 언급했으며, 마그나 카르타 13장에 포함된 관습의 일반적인 확인은 이를 더욱 강화할 것이다. 모든 가능성으로 보아, 초기 특허는 경미한 위반(범죄자를 왕의 손에 de misericordia pecuniae에 맡긴 것과 같은)만을 다루었다. 현재의 장은 범위가 더 넓어서 중대한 위반에도 적용되며, 특허 도시의 시민뿐만 아니라 모든 곳의 상인을 포괄한다.

### 후기 플랜태저넷 통치
13세기 후반에 이 용어들은 극명하게 대조되었다. "재산형"은 불법 행위의 처벌로 부과된 금액에 적용되었다. 법을 위반한 사람은 거부할 선택권이 없었고 금액을 정하는 데 발언권도 없었다. 반면 "벌금"은 어떤 호의를 얻거나 처벌을 피하기 위해 왕에게 자발적으로 제공하는 데 사용되었다. 여기서는 개인이 주도권을 가졌고, 지불할 금액을 제안했으며, 사실 어떤 제안을 할 법적 의무도 없었다. 이론적으로는 절대적인 이 벌금과 재산형의 구분은 실제로는 쉽게 모호해질 수 있었다. 이 장과 보통법이 왕의 재산형 부과 특권에 가하는 제한의 정신은 종종 회피될 수 있었다. 국왕은 희생자들을 무기한으로 투옥한 다음, 불쾌한 감옥에서 열병이나 굶주림으로 죽는 것을 피하기 위해 거액의 지불을 허용할 수도 있었다. 그리하여 막대한 벌금이 부과될 수 있었지만, 왕실 관리들은 자의적인 재산형을 부과하는 것이 금지되었다.
자발적인 요소가 점차 사라지면서 "벌금"이라는 단어는 현대적 의미를 띠게 되었고, "재산형"은 일반적인 사용에서 사라졌다.

## 현대적 사용

### 미국
프란츠 대 미군 파워리프팅 연맹 사건(Frantz v. U.S. Powerlifting Federation 836 F.2d 1063 (7th Cir. 1987))에서 언급되었다. 원고 변호사에 대한 FRCP 규칙 11 제재 부과에 대한 논의에서 판결은 "이 사건의 소송은 부당했으며, 이는 최소한 원고 변호사인 빅터 D. 퀼리치에 대한 비난을 요구한다. 재산형이 필요한지 여부, 그리고 그렇다면 코터 또는 재무부 중 누가 적절한 수혜자인지는 지방 법원이 초기 문제로 고려해야 할 사항이다."라고 말한다.
집행 영장에 따라 재산을 압류하기를 거부한 보안관에 대해 재산형 소송 사유가 존재한다. Vitale v. Hotel California, Inc., 446 A.2d 880 (N.J. Super. Ct. Law, 1982). http://codes.ohio.gov/orc/2101.09v1 및 http://codes.ohio.gov/orc/2101.10v1 참조.
2006년 이래로 미국 은행들은 국제 비상 경제권법 또는 적성국 교역법에 따라 대규모 재산형을 부과받았다. 자산 몰수 법률의 민사적 성격은 은행이 형사상 유죄로 선고받지 않도록 허용한다. 자산 몰수 위키는 최근 주목할 만한 여러 사례를 나열하고 있다.

### 캐나다
2014년 1월까지 8개 주에는 "민사 몰수법"이 법전에 명시되어 있었다. 모두 21세기부터 시작되었다.
- 2001년 - 앨버타주 - 피해자 배상 및 보상 지불법[4][5]
- 2001년 - 온타리오주 - 민사 구제법
- 2004년 - 매니토바주 - 형사 재산 몰수법
- 2005년 - 브리티시컬럼비아주 - 민사 몰수법
- 2007년 - 퀘벡 - 불법 활동 수익 및 수단의 몰수, 관리 및 배분에 관한 법률 c C-52.2
- 2007년 - 노바스코샤주 - 민사 몰수법
- 2009년 - 서스캐처원주 - 2009년 형사 재산 압류법
- 2010년 - 뉴브런즈윅 - 민사 몰수법 SNB 2010, c C-4.5

유콘 준주 주민들은 2010년에 "법안 82"를 거부했다. 프린스에드워드아일랜드 주와 뉴펀들랜드 래브라도 주는 남아있는 유일한 반대 주들로 보인다.

#### 앨버타주
2001년 11월부터 시행된 앨버타주의 제도는 현재 유용한 6단계 흐름도 다이어그램을 제공하며, 다음과 같이 언급한다: "... 민사 몰수 절차는 혐의가 제기되거나 유죄 판결이 내려지는 것과 관계없이 진행됩니다. 민사 몰수 사무소는 다음 사항을 확률의 균형에 기반하여 증명하기만 하면 됩니다:
- 재산이 불법적인 수단으로 취득되었거나,
- 재산이 신체 상해나 불법적인 이득을 초래할 가능성이 있는 불법적인 활동을 수행하는 데 사용되었거나,
- 재산에는 부동산, 자동차, 현금 등 모든 종류의 자산이 포함됩니다."

#### 온타리오주
2001년, 온타리오주는 2001년 조직 범죄 및 기타 불법 활동에 대한 구제 법률을 통과시켰다(이후 2001년 민사 구제 법률로 변경됨). 이는 주 입법 분야에서 새로운 것이었다. 2007년, 당시 온타리오주 법무장관이었던 마이클 브라이언트는 "온타리오주가 민사 몰수 분야에서 국내외적으로 인정받는 선두 주자임을 자랑스럽게 생각한다"고 말했다. 브라이언트에 따르면, 온타리오주 불법 활동에 대한 민사 구제(CRIA) 사무실은 "민사 몰수에 대한 국제적인 권위"로 여겨졌는데, 이는 민사 구제 법률이 캐나다에서 동종 최초였기 때문이다.
온타리오주에서 이 법안은 대량의 지폐를 재산형으로 압류하는 데 사용되었다. 한 법 집행관이 너무 느리게 운전한다는 이유로 한 시민을 구금했다. 그 경찰관은 차량을 수색하여 트렁크에서 75,000달러를 발견했다. 그 75,000달러는 경찰관이 시민의 설명을 믿지 않았기 때문에 재산형으로 압류되었다.

#### 브리티시컬럼비아주
브리티시컬럼비아주의 법무장관 리치 콜먼이 훗날 민사 몰수법이 된 "법안 5"를 도입했을 때, 그는 "조직 범죄"라는 공포, 불확실성, 의심 전술을 마음껏 사용했다. 그는 또한 온타리오주, 매니토바주, 앨버타주도 최근 유사한 법안을 도입했다고 언급했다. 이 법은 나중에 민사 몰수 사무소를 설립하도록 확장되었으며, 이에 따라 법원 절차 없이 재산을 재산형으로 압류할 수 있게 되었다.

#### 매니토바주
적어도 2010년부터 매니토바주는 소아성애에 대한 대중의 혐오감을 이용하여 토지와 주택을 재산형으로 압류했다. 한 여성은 범죄 혐의를 받았으나 유죄 판결을 받지 않은 청소년 축구 코치의 집을 재산형으로 압류하는 것을 지지한다고 밝혔다. 그녀는 "법원은 이들에게 관대한 것으로 악명이 높으며, 나는 검찰이 이제 충분하다고 말한다고 생각합니다. 만약 이것이 이들에게 더 위험하게 만들 수 있는 다른 수단이라면, 그렇게 합시다."라고 말했다.

#### 서스캐처원주
서스캐처원주에서는 2010년 한 남성이 60달러 상당의 휘발유가 부족하여 옥시콘틴 두 알을 위장 경찰관에게 판매하자 그의 트럭이 재산형으로 압류되었다. 검찰은 그의 트럭이 범죄의 도구라고 주장했다. 1심 판사는 피고인에게 유리하게 판결했지만, 항소심에서 검찰에 의해 뒤집혔다.

#### 노바스코샤주
2007년부터 노바스코샤주는 "범죄가 이득이 되지 않도록" 했다. 이 주는 민사 몰수 전담 부서를 설치했으며, 이 부서는 밀주 판매나 도난 재산 판매와 같이 위법 행위의 증거는 있지만 형사 고발이 이루어지지 않은 법 집행 기관에서 의뢰된 사건을 접수한다.

#### 캐나다 법리
2009년 캐나다 대법원은 온타리오주의 민사 구제법 2001이 연방-주 관할권 문제와 관련하여 채터지 대 온타리오주 (법무장관) 사건에서 헌법적으로 유효하다고 판결했다. 로스(Ross)가 브리프를 작성했다.
재산형을 자세히 연구한 JA 크레인(Krane)의 LLM 논문은 권리장전이 재산권을 보장하지 못하기 때문에 불완전하다고 결론 내렸다. 크레인은 이 연구를 "재산, 비례성, 그리고 범죄의 도구"라는 29페이지 분량의 요약본으로 압축했다.
2013년 연구 논문에서 갤런트와 킹은 캐나다와 아일랜드의 재산형에 대한 우려를 표명했다. 갤런트의 이전 기사는 SCC 채터지 판결에서 인용되었다.
앨버타 퀸즈 벤치 법원와 브리티시컬럼비아 대법원은 불법적으로 획득한 증거를 배제했다.

## 같이 보기
- 고정벌금 통지서 - 현대 영국 관행
- 자산 동결
- 콘테인먼트
- 수용권
- 공평한 분배
- 몰수 (법률)
- 미국 권리 위험 몰수 – 미국 반몰수 운동 단체
- 우리 아이들을 보호하는 작전
- 형벌
- 미국 보안관
- 미국 연방보안관

## 참고 문헌
1. ↑  "Magna Carta: A Commentary on the Great Charter of King John, with an Historical Introduction, by William Sharp McKechnie (Glasgow: Maclehose, 1914): Chapter 20"
2. ↑  Frantz v. U.S. Powerlifting Federation 836 F.2d 1063 (7th Cir. 1987)
3. 1 2  G+M: "주가 불법 이득을 추적할 때, 누가 비용을 지불하는가?" 2014년 1월 25일
4. 1 2  "피해자 배상 및 보상 지불법", S.A. 2001, c. V-3.5
5. ↑  Krane, Joshua Alan (2010). 《Forfeited: Civil Forfeiture and the Canadian Constitution》 (PDF) (학위논문). Notes 2, 30.
6. ↑  유콘 뉴스: "민사 몰수와 싸우다" 2010년 5월 7일
7. ↑  에드먼턴 저널: "주정부가 혐의가 있는 범죄자들의 재산 몰수를 간소화한다고 장관이 말하다" (오도넬) 2013년 4월 15일
8. ↑  “앨버타 주정부 "민사 몰수 절차" 관련 자료”. 2014년 2월 2일에 원본 문서에서 보존된 문서. 2014년 1월 30일에 확인함.
9. ↑  S.O. 2001, c. 28.
10. ↑  안전한 온타리오주를 위한 더 안전한 도로 법률, 2007년, S.O. 2007, c. 13, s. 25.
11. 1 2  canlii.org: "Chatterjee v. Ontario (Attorney General), 2009 SCC 19, [2009] 1 SCR 624"
12. ↑  이러한 이름 변경은 입법 기록을 검색하려는 기록 보관자들에게 중요하며, 일일 회의록에서 CRA 언급을 찾지 못할 때 당황할 수 있다.
13. ↑  온타리오주 법무장관 보고서 "2007년 온타리오주 민사 몰수: 2001년 민사 구제 법률 업데이트" 전문 보관됨 2012-05-14 - 웨이백 머신
14. 1 2  nationalpost.com: "비판론자들은 민사 몰수가 정부에 '훔칠 권리'를 부여한다고 경고하며, 헬스 엔젤스는 법안에 맞서 싸울 준비를 한다" 2013년 10월 11일
15. 1 2  "입법부 토론 공식 보고서 (한사드) 2005년 3월 7일 월요일 오후 회의 27권, 27호"
16. ↑  cbc.ca: "남성의 집 소송으로 권리 우려 촉발" 2010년 12월 30일
17. ↑  “노바스코샤주 웹페이지 "민사 몰수 부서"”. 2014년 10월 22일에 원본 문서에서 보존된 문서. 2017년 8월 24일에 확인함.
18. ↑  “thecourt.ca: "형법 및 권한 분할: 채터지 대 온타리오주 법무장관" 2009년 4월 16일”. 2014년 2월 2일에 원본 문서에서 보존된 문서. 2014년 1월 30일에 확인함.
19. ↑  JA 크레인: "몰수: 민사 몰수와 캐나다 헌법" 토론토 대학교 LLM 학위 논문, 2010년
20. ↑  JA 크레인: "재산, 비례성, 그리고 범죄의 도구" (Nat J Const Law, v.29)
21. ↑  CLWR 42 (2013) 91: "불법 자산 압류: 캐나다와 아일랜드의 민사 몰수 패턴", M. 미셸 갤런트와 콜린 킹 - 민사 몰수는 범죄 활동과 관련된 재산을 대상으로 하는 현대적인 범죄 통제 수단이다. 국가의 범죄 통제 도구에 최근 추가된 것으로, 아일랜드와 캐나다에서의 민사 몰수 발전은 표준 형사 사법 안전 장치가 몰수 과정을 규제한다는 생각에 놀라운 저항을 보인다. 이 두 관할 구역의 극명한 유사성은 기존 형법을 회피하여 절차적 및 실체적 권리를 심각하게 침해할 수 있다고 주장되는 범죄에 대한 공격을 조직하는 전략을 묵시적으로 수용하고 있음을 보여준다.
22. ↑  Gallant, Michelle.  “Ontario (Attorney General) v. $29,020 in Canadian Currency: A Comment on Proceeds of Crime and Provincial Forfeiture Laws” (2006), 52 Crim. L.Q. 64.
23. ↑  앨버타 법무장관 대 스콰이어 (2012)
24. ↑  canlii.org: "앨버타 법무장관 대 스콰이어 2012 ABQB 194
25. ↑  브리티시컬럼비아 민사 몰수 국장 대 후인 (2013)
26. ↑  canlii.org: 브리티시컬럼비아 민사 몰수 국장 대 후인, 2013 BCSC 980

- 재산형의 역사 중 상당 부분은 다음 자료에서 얻었다: William Sharp McKechnie. 《Magna Carta: A Commentary on the Great Charter of King John, with an Historical Introduction》.